# Tatjana (Curt Goetz)
Tatjana ist eine Novelle von Curt Goetz. Sie entstand während seines Exils in etwa gleichzeitig (1944) mit dem Roman Die Tote von Beverly Hills, mit der sie das Motiv „älterer Mann liebt junges Mädchen“ teilt.

## Inhalt
Die Novelle handelt von einem älteren Arzt, der sich bei einem Konzert in die erst 13-jährige russische Cellistin Tatjana verliebt. Als sie nach dem Konzert durch einen Schwächeanfall zusammenbricht, wird er zu ihr gerufen, kann sie retten und ist von da an ihr Begleiter. Erst ist es nicht ganz klar, ob sie ihn auch liebt, aber mit der Zeit entwickelt sich eine Beziehung, die mit Tatjanas frühem Tod endet. Die Novelle erzählt die Liebesgeschichte aus Sicht des Arztes viele Jahre nach Tatjanas Tod.